# Okamuraea plicata
Okamuraea plicata är en bladmossart som beskrevs av Jules Cardot 1912. Okamuraea plicata ingår i släktet Okamuraea och familjen Leucodontaceae. Inga underarter finns listade i Catalogue of Life.